# Larisa Berezjnaja
Larisa Berezjnaja (ukrainska: Лариса Бережна), född den 28 februari 1961 Kiev, Ukrainska SSR, Sovjetunionen, är en ukrainsk före detta friidrottare. (Före 1992 tävlade hon för Sovjetunionen.) 
Berezjnajas genombrott kom 1989 när hon vann en bronsmedalj vid inomhus-VM och en fjärdeplats vid EM i friidrott 1990. Vid VM inomhus 1991 blev hon guldmedaljör efter ett hopp på 6,84. Utomhus samma år blev hon trea vid VM i Tokyo efter ett hopp på 7,11. Hon deltog vid Olympiska sommarspelen 1992 där hon kvalificerade sig till finalen men tvingades avstå den efter en skada. 
Vid VM 1993 i Stuttgart slutade hon tvåa efter ett hopp på 6,98 slagen bara av Heike Drechsler. Efter VM valde hon att avsluta sin karriär. 
I mitten av 1990-talet var Berezjnaja och Patrik Sjöberg et par och hon bodde och tränade under en längre period i Malmö. 

## Personliga rekord
- 7,24 utomhus
- 7,20 inomhus